# Мстиславль (Владимирська область)
Мстиславль — давньоруське городище, що розташоване на території Владимирській області поблизу села Городище. В період існування на його місці поселення, воно відносилася до території проживання мерянських племен та Владимиро-Суздальського князівства. Мстиславль згадується у «Списку руських міст далеких та ближніх».

## Розташування
Мстиславль знаходився біля села Городище Владимирська область, на правому березі річки Гза, за 10 км на північ від міста Юр'єв-Польський.

## Історія
Поселення, на місці городища, як показують знахідки в приматериковому шарі, виникло у період VII — Х століття. Спочатку було мерянським. У X — XI столітті тут з'явилися слов'яни. У приматериковому шарі були виявлені фрагменти мерянського та слов'янського ліпного посуду, який датується VII—XI ст.
Ймовірно, у XI—XIII столітті, тут знаходилось місто Мстиславль, побудоване за правління князя Юрія Довгорукого або Андрія Боголюбського. Основна частина культурного шару відноситься до періоду Київської Русі, що доводиться знайденими уламки давньоруської гончарної кераміки. Також науковці знайшли шиферні прясельця, уламки скляних браслетів, залізні ножі, фрагмент кістяного гребеня з циркульним орнаментом та інші предмети, які датуються XII—XIII ст.

## Опис городища
Укріплення городища були зведені, ймовірно, у XII столітті, та мають форму майданчика округлої форми розмірами 190×145 м. По периметру городище оточене валом висотою до 5 м, та ровом глибиною 3-5 м, який має кут нахилу стінок до 30 градусів. Рів місцями заповнений водою. Вал має чотири розривами, один з яких (північний) існував з самого початку і виконував функції брамного прорізу.
Дослідження валу показали, що його основу складали дерев'яні зруби розмірами близько 4×4 м, які ставилися поставлені уздовж осі вала, приставлялись торцями один до одного.
Курганний могильник, XI—XIII ст. поблизу річки Гза, недалеко від городища Мстиславль, який був досліджений Олексієм Уваровим у 1852 році, ймовірно слугував язичницьким цвинтарем стародавнього Мстиславля.
Городище було зруйноване у XIII столітті.